# Sierra del Curral
La Sierra del Curral (en portugués, Serra do Curral) integra la masa de la Sierra del Espinazo (Serra do Espinhaço). Es el límite oriental del municipio brasileño de Belo Horizonte. Su nombre se refiere al Curral del Rey, nombre original de la ciudad donde fue erigido en 1897 la capital de Minas Gerais, Belo Horizonte.
Su flora es muy variada, desde el resto de las especies de cerrado a de la Mata Atlántica.
Se extiende a los pies del barrio de Mangabeiras. La Sierra del Curral se ubica en el ámbito de la protección del medio ambiente del Parque das Mangabeiras.
Su altitud media oscila entre 1.100 a 1.350 metros, y el pico está en Pico Belo Horizonte, a una altitud de 1390 metros.
- Datos: Q9077173
- Multimedia: Serra do Curral / Q9077173